# 佩德罗·路易斯·迪亚斯·兰斯
佩德罗·路易斯·迪亚斯·兰斯（西班牙語：Pedro Luis Díaz Lanz，1926年7月8日—2008年6月26日）是古巴的武装部队总司令，1959年6月逃往美国。

## 生平
1926年，出生于哈瓦那高级军官家庭。
1946年，为民用航空公司聘用驾驶员，在哈瓦那和美国迈阿密之间送货。
1957年，参加了“七二六運動”。
1958年，负责从哥斯达黎加和美国的佛罗里达州把武器弹药空运到山区支援游击队。
1959年，任古巴空军司令员并兼任卡斯特罗的私人飞行员、授古巴少校军衔。6月，被解除职务，随即带着家人逃亡美国佛罗里达州。7月，接受了美国参议院国内安全委员会的质询。10月，驾驶B-25轰炸机从哈瓦那上空投下他署名的传单号召推翻卡斯特罗。
1960年，被美国中央情报局招募，成为第40组成员，从事针对卡斯特罗的破坏活动和暗杀行为。
2008年，因贫病交加，在迈阿密用枪自杀身亡。